# مريم السعيد
 مريم سعيد هي قوة رئيسية وراء أكاديمية بارنبويم سعيد التي أنشئت حديثا وأوركيسترا الديوان الغربي الشرقي التي شاركت في تأسيسها في عام 1999 من قبل زوجها الراحل إدوارد سعيد ودانييل بارينبويم. كما تعمل السيدة مريم نائبا لرئيس مؤسسة بارنبويم سعيد في الولايات المتحدة الأمريكية، وهي أم وديع إدوارد سعيد. 

## سيرتها
ولدت مريم سعيد وترعرعت في بيروت، لبنان. مريم سعيد حاصلة على شهادة البكالوريوس من الجامعة الأميركية في بيروت لبنان ودرجتين من جامعة كولومبيا. عملت لأكثر من 20 عاما في قطاع الخدمات المالية في مدينة نيويورك. 
في عام 2009، نشرت السيدة سعيد المذكرات الانتقاديه اللاذعة، العالم الذي أحب: قصة المرأة العربية، من قبل والدتها وداد مقدسي قرطاس. تعاونت السيدة سعيد مع فانيسا رديغريف في إنتاج المسرح على أساس المذكرات. أدى نجاح رئيس الوزراء في مهرجان برايتون في عام 2012 إلى أداء في مسرح ميلر في نيويورك. في يوليو 2015، العرض تم عرضه في مهرجان سبوليتو في إيطاليا. 

## الأنشطة التعليمية
تعمل السيدة سعيد في مجلس إدارة مركز بارنبويم سعيد للموسيقى رام الله، فلسطين. وهي حاليا في المجلس الاستشاري لمسرح الحرية في جنين، فلسطين، وأرت ايست، وهي منظمة دولية غير ربحية مقرها نيويورك، تدعم وتعزز الفنانين من الشرق الأوسط ومغتربيها. وبالإضافة إلى ذلك، فإن السيدة سعيد عضو مؤسس في مجلس إدارة اللجنة الأمريكية العربية لمكافحة التمييز، وعملت في مجلس إدارة جمعية خريجي أمريكا الشمالية من الجامعة الأمريكية في بيروت. كما أنها عضو في مجلس أمناء الأميركيين من أجل أطفال الشرق الأوسط، الذي يعمل مع المنظمة الشريكة لها مشروع الشباب اللبناني المتحد على برنامج بريدج في جهودها لتوفير المنح الدراسية وإيداعات الجامعة للشباب الفلسطيني المشرق من مخيمات اللاجئين الفلسطينيين في لبنان. 

## أوركيسترا الديوان الغربي الشرقي وأكاديمية بارنبويم سعيد

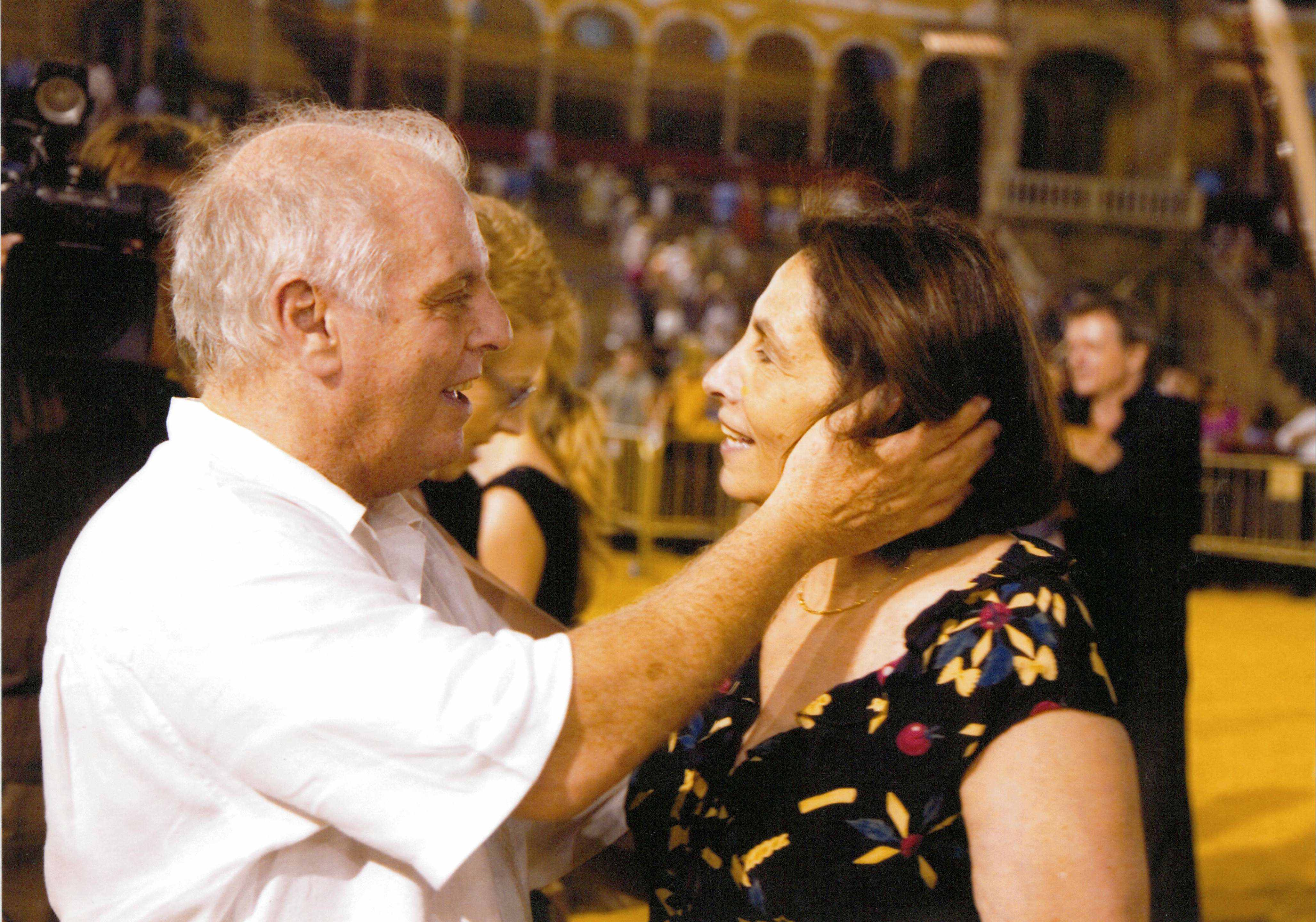
مريم سعيد ودانيال بارنبويم

تقديرا لتفانيها في النجاح المستمر، حصلت مريم سعيد على الدكتوراه الفخرية من جامعة ناسيونال دي تريس دي فبريرو بوينس آيرس، الأرجنتين في عام 2014. في مقابلة مع ويينر تسايتونج 2012 وصفت فلسفة ويدو وبسا على النحو التالي: 
«نحن لسنا مشروعا سياسيا بل ثقافيا وإنسانيا. فهم هو بداية للحد من انعدام الثقة. نحن النموذج المصغر لمجتمع غير موجود حتى الآن». 

## المنشورات والمقابلات ذات الصلة
- «مريم سعيد وأوركسترا الديوان الغربي الشرقي». بي بي اس، 5 فبراير 2013:
- «زيتجينوسن مريم سعيد». ويينر تسايتونج، 28 سبتمبر 2013
- «العالم الذي حظيت به مريم سعيد، أرملة سعيد تتعاون مع فانيسا ريدغراف». إلى الأمام، 15 ديسمبر 2012:
- «كلمة ترحيب من مريم سعيد في مؤتمر إدوارد سعيد التذكاري»، 15 أبريل 2013، مركز العلوم الإنسانية في جامعة أوتريخت:
- مقابلة مع ريكاردو كرم، 4 أبريل 2014
- وداد مقدسي قرطاس: «عالم أحببت». حررتها مريم سعيد، مع مقدمة من نادين غورديمر. نيويورك 2009: كتب الأمة.
- مريم سعيد: «مؤسسة بارنبويم سعيد لا تشجع التطبيع». الانتفاضة الإلكترونية، 17 مارس / آذار 2010.
- مريم سعيد: مقدمة، في: إدوارد سعيد. «في أواخر نمط الموسيقى والأدب ضد الحبوب.» نيويورك: بانثون بوكس، 2006.